# Lista över Ukrainas statsöverhuvuden
Detta är en lista över Ukrainas statsöverhuvuden.
För det nutida presidentämbetet, se Ukrainas president.

## Föregångare och storfurstendömen
Kievriket är föregångare till Ukraina och står därför listad. Regentens titel var Knjas (Furste) eller Velikij Knjas (Storfurste). 
| porträtt                                                    | Svenskt namn      | Ukrainskt namn    | Regeringstid                     | Levnadstid |
| ----------------------------------------------------------- | ----------------- | ----------------- | -------------------------------- | ---------- |
| Kievriket (860–1240)                                        |                   |                   |                                  |            |
| se Lista över Kievrikets regenter                           |                   |                   |                                  |            |
| Galicia (1238–1772)                                         |                   |                   |                                  |            |
| se Lista över storfurstar av Galizien-Volhynien (1263–1362) |                   |                   |                                  |            |
| Kosackernas epok (1591-1772)                                |                   |                   |                                  |            |
| se Lista över kosackiska hetmaner                           |                   |                   |                                  |            |
| Lillryska guvernementen (1772–1917)                         |                   |                   |                                  |            |
| Ukrainska republikens statschefer (1917-1922)               |                   |                   |                                  |            |
|                                                             | Symon Petlura     | Symjon Petlura    | 1917-1922                        | 1879–1926  |
| Ukrainska SSR (1922–1991)                                   |                   |                   |                                  |            |
|                                                             | Dmytro Manuilskyj | Dmytro Manuilskyj | 15 december 1921 – 15 april 1923 | 1883–1959  |
|                                                             | Emanuel Kviring   | Emanuil Kviring   | 10 april 1923 – 7 april 1925     | 1888–1937  |
| Ukrainas presidenter (1991-)                                |                   |                   |                                  |            |
| Se Ukrainas president                                       |                   |                   |                                  |            |
|                                                             |                   |                   |                                  |            |